# Bembidion fulvipes
Bembidion fulvipes es una especie de escarabajo del género Bembidion, familia Carabidae. Fue descrita científicamente por Sturm en 1827.
Habita en Austria, Francia, Alemania, Hungría, Italia, Polonia, Eslovenia, Suiza y Ucrania.